# Peter Šinglár
Peter Šinglár (* 24. července 1979, Prešov, Československo) je slovenský fotbalový obránce a bývalý reprezentant, od léta 2017 hráč klubu ŠK Záhradné.
Mimo Slovensko působil na klubové úrovni v České republice a Polsku, v obou zemích získal ligový titul (se Slovanem Liberec respektive Wislou Krakow).

## Klubová kariéra
Svoji fotbalovou kariéru začal tento obránce v 1. FC Tatran Prešov. Mezi jeho další působiště patří: FC Steel Trans Ličartovce, MFK Dubnica, FC Slovan Liberec (zde vyhrál ligový titul v sezoně 2005/06), Wisła Kraków a MFK Košice.
V Košicích byl kapitánem. V sezóně 2013/14 vyhrál s Košicemi slovenský fotbalový pohár, ve finále 1. května 2014 jeho mužstvo porazilo ŠK Slovan Bratislava 2:1. Díky tomu hrál ve 2. předkole Evropské ligy UEFA 2014/15 proti FC Slovan Liberec. 

V létě 2017 po zániku FC VSS Košice pokračoval ve čtvrtoligovem slovenském klubu ŠK Záhradné.

## Reprezentační kariéra
V letech 2006–2007 odehrál celkem 5 zápasů za A-mužstvo Slovenska, gól nevstřelil. Debutoval 15. listopadu 2006 v přátelském zápase v Žilině proti Bulharsku (výhra 3:1).

## Reprezentační zápasy a góly
Zápasy Petera Šinglára za A-mužstvo Slovenska
| Rok    | Zápasy | Góly |
| ------ | ------ | ---- |
| 2006   | 1      | 0    |
| 2007   | 4      | 0    |
| Celkem | 5      | 0    |